# زدرافكو زدرافكوف
زدرافكو زدرافكوف (بالبلغارية: Здравко Здравков)‏ (مواليد 4 أكتوبر 1970) هو لاعب كرة قدم. يلعب مع منتخب بلغاريا لكرة القدم. سبق له أن لعب في كأس العالم لكرة القدم مع منتخب بلاده.

## روابط خارجية
- زدرافكو زدرافكوف على موقع الاتحاد الدولي (مؤرشف)  (الإنجليزية)
- زدرافكو زدرافكوف على موقع اتحاد تركيا (لاعب) (الإنجليزية)
- زدرافكو زدرافكوف على موقع قاعدة بيانات كرة القدم.إي يو (الإنجليزية)
- زدرافكو زدرافكوف على موقع ناشيونال فوتبول تيمز (الإنجليزية)
- زدرافكو زدرافكوف على موقع عالم كرة القدم.نت (الإنجليزية)